# Instygator koronny
Instygator koronny (łac. Instigator Regni z łac. instigare „pobudzać, podżegać”) – najwyższy prokurator państwa, urząd centralny niesenatorski Korony I Rzeczypospolitej, utworzony w roku 1557.
Dożywotni urzędnik powoływany przez króla, w jego imieniu ścigał przestępstwa popełnione przeciwko państwu oraz zbrodnie obrazy majestatu. Brał udział z głosem doradczym w sądach asesorskich i z głosem stanowczym w sądach referendarskich. Po 1764 kontrolował komisje skarbowe.
Jego odpowiednikiem w Wielkim Księstwie Litewskim był instygator litewski. Po 1775 wprowadzono czterech podnosząc do tej godności ich dwóch zastępców. Pensja roczna instygatora koronnego wynosiła 6 tysięcy złotych.

## Lista instygatorów
1. Andrzej Rzeczycki
2. Marcin Krzęcieski
3. Jan Przylepski
4. Marcin Laskowski
5. Andrzej Lisiecki
6. Stanisław Laskowski
7. Daniel Żytkiewicz
8. Jan Tański
9. Jan Zambrzycki
10. Sebastian Gilbaszewski
11. Paweł Józef Olszewski
12. Jan Władysław Kunat Wyrozębski
13. Antoni Józef Poniński
14. Maciej Grabowski
15. Paweł Iferty Benoe
16. Jan Chryzostom Krajewski
17. Stanisław Kostka Krajewski
18. Mateusz Roguski

Źródło: Urzędnicy dawnej Rzeczypospolitej XII-XVIII wieku.